# Frøslev (Aabenraa Kommune)
Frøslev (deutsch: Fröslee) ist ein Stadtteil der dänischen Stadt Padborg (deutsch Pattburg). Seit 2007 gehört sie zur Aabenraa Kommune, Region Syddanmark.
Der Ort liegt einen Kilometer hinter der deutsch-dänischen Grenze und ist über die erste Ausfahrt der E 45 auf dänischer Seite erreichbar. Nächste größere Stadt ist das deutsche Flensburg in 8 km Entfernung.

## Geschichte
Eine Sage bringt einen Raubritter namens Erfling (oder Eflund) mit der Gründung des Dorfes Fröslee in Verbindung. Erstmals Erwähnung fand Frøslev im Jahr 1472 unter dem Namen „Frossleue“. Dänische und schwedische Ortsnamen mit dem Präfix „Frös“ oder „Frej“, beispielsweise der Ort Frejlev auf Lolland und Fröjel auf Gotland, gehen auf die Göttin Freya zurück. Möglicherweise ist dies bei Fröslev ebenfalls der Fall. Eine zweite Interpretation geht davon aus, dass der Ortsname auf eine „Hinterlassenschaft“ oder „Eigentum“ eines Fürsten hindeutet, da das Suffix -lev so viel wie „Erbgut“ bedeutet. Der alte Dorfkern von Frøslev ist über den Frøslevvej erreichbar. An der gewunden verlaufenden Straße Vestergade liegen deutlich erkennbar die alten Hofanlagen des Dorfes. Inmitten des Dorfes liegt der alte Dorfkrug, die Gastwirtschaft Frøslev Kro.
1875 wurde eine 700 Hektar große Fläche westlich des Dorfes Fröslee, am Kolonisthusevej, an den Forstfiskus verkauft. Dieser bepflanzte die Fläche mit Fichten. Das erhaltene Waldgebiet trägt heute den Namen Frøslev Plantage. Bis 1920 gehörte Fröslee zum Landkreis Flensburg und zum Kirchspiel Handewitt. 1901 wurde am Ochsenweg bei Harrislee, neben dem Gasthof Krone (Lage), eine kleine Kapelle eingeweiht. Die Kapelle fungierte als Nebenstelle der Kirche Handewitt und sollte den Bewohnern der Dörfer Harrislee sowie Fröslee den sonntäglichen Kirchgang erleichtern. Seit der Grenzrevision 1920 gehört Fröslee zum dänischen Kirchspiel Bov Sogn (dt. Bau). 1944, während der Besatzung Dänemarks im Zweiten Weltkrieg, wurde das Internierungslager Frøslev, eine KZ-Außenstelle von Neuengamme im nordöstlichen Bereich der Frøslev Plantage eingerichtet.

## Verschiedenes
- Um 1777 kam es zur Schlacht bei Ellund, bei der sich die Bürger von Ellund und Frøslev um die Nutzung eines Kirchweges stritten.
- Im Moor bei Frøslev wurde 1872 der Schrein von Frøslev (dänisch Frøslevskrinet) entdeckt.
- Das ehemalige Internierungslager Frøslev (dänisch Frøslevlejren) wurde teilweise rekonstruiert und zu einem Museum ausgebaut.
- Frøslev verfügt über eine eigene Schule.
- Durch Grenzlage und Autobahnnähe hat das Speditionswesen eine große Bedeutung für den Ort erlangt.

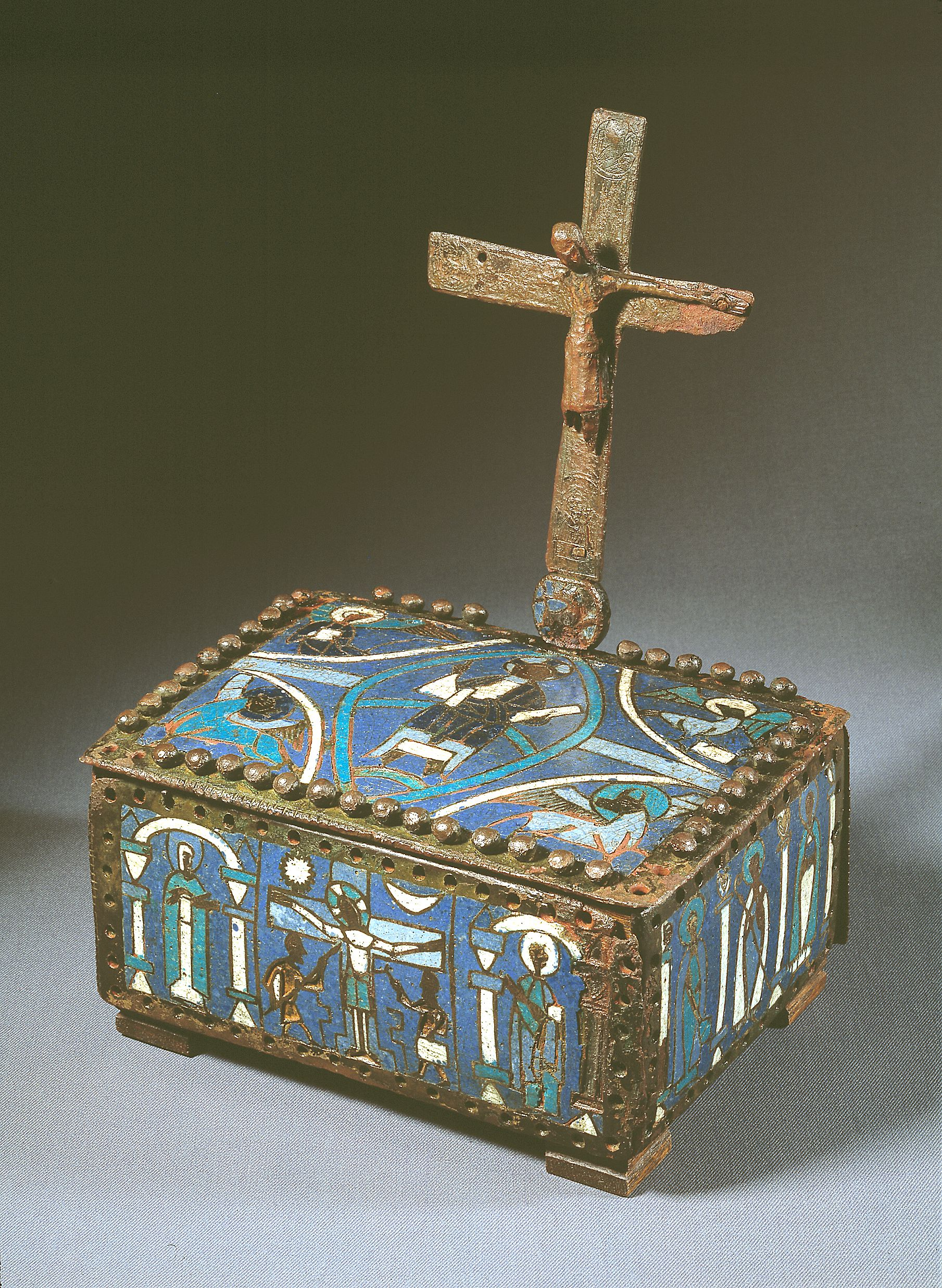
Schrein von Frøslev
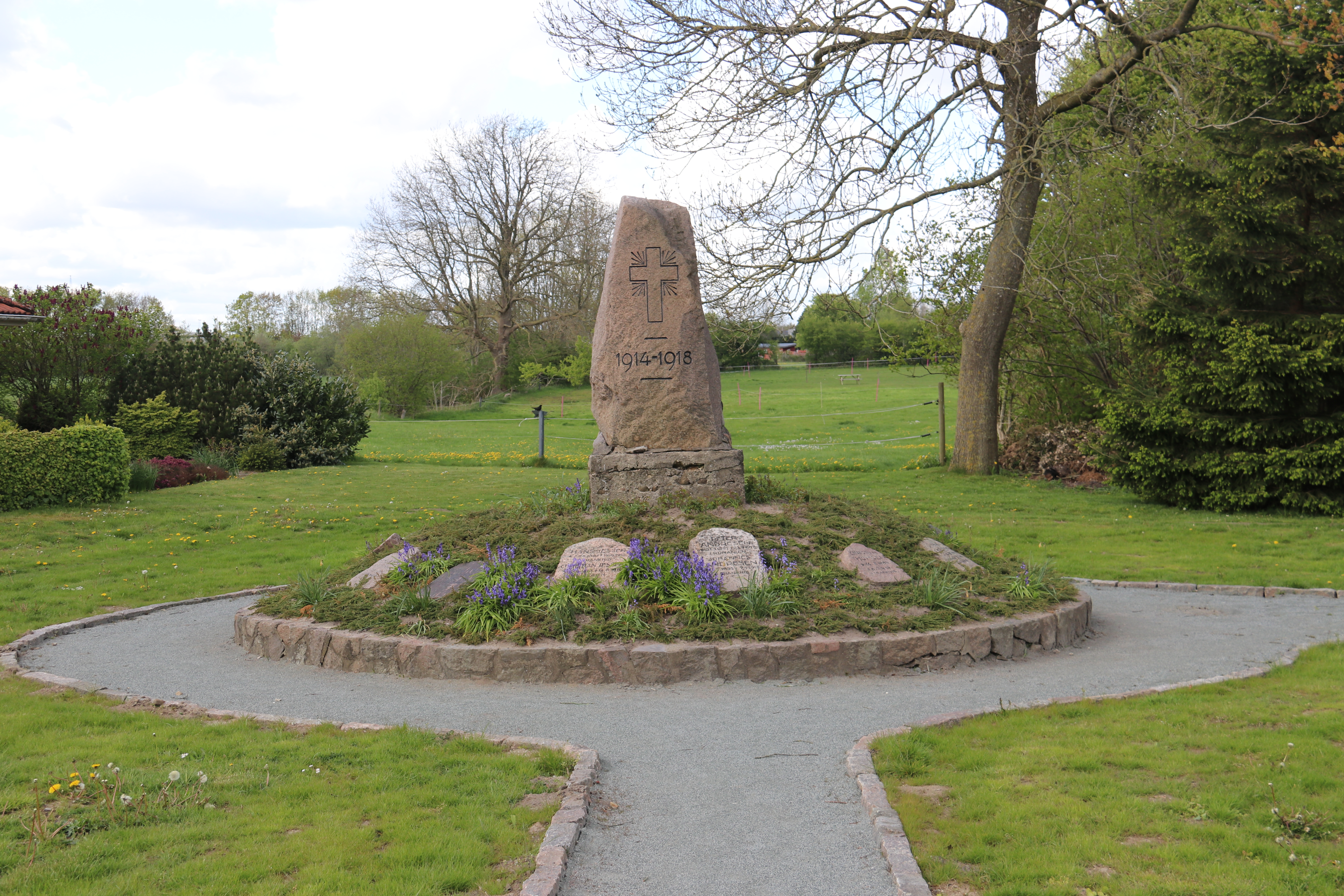
Kriegerdenkmal in Frøslev
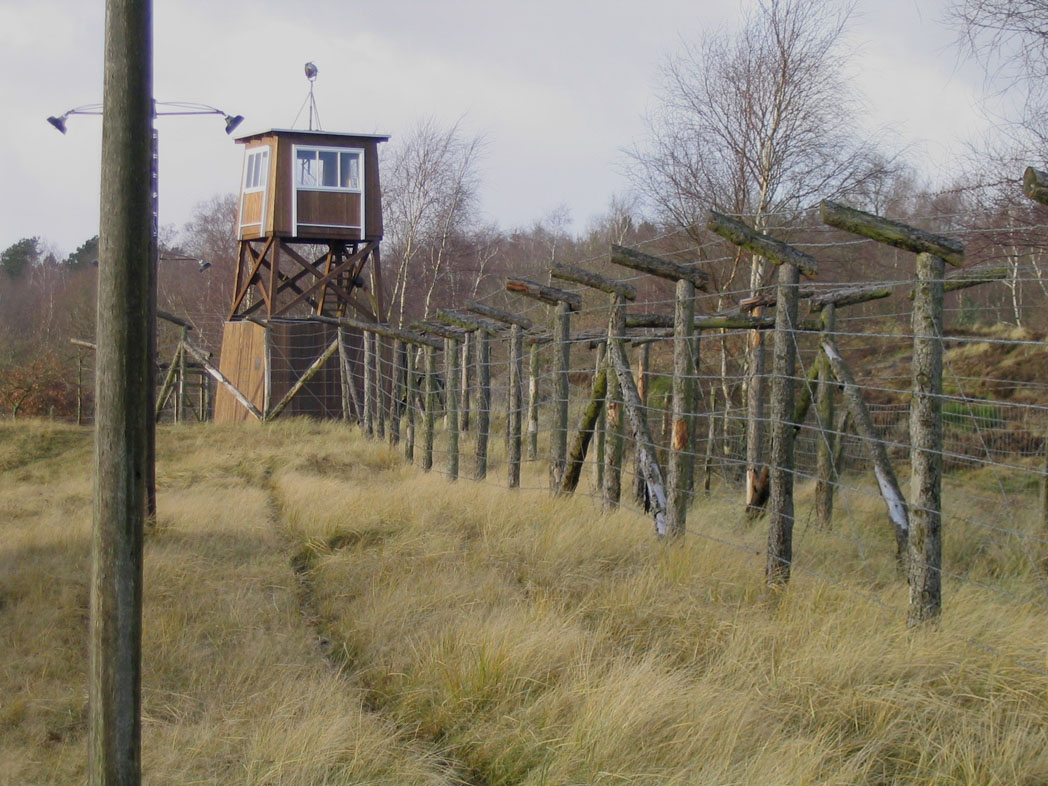
Internierungslager Frøslev